# Jack și Scoțianul
Jack și Scoțianul este al unsprezecelea episod al serialului de desene animate Samurai Jack.

## Subiect
Jack ajunge la niște țăruși enormi, de care sunt ancorate frânghii nemaivăzut de groase. Toate împreună formează o structură complicată care susține un biet podeț șubred de frânghie, dar căruia nu i se vede capătul. Jack merge pe pod o zi întreagă și este nevoit să doarmă tot pe pod.
A doua zi se întâlnește cu un scoțian care vine din partea opusă cântând la cimpoi. Lui Jack nu îi place muzica și își astupă urechile. Scoțianul mergea pe pod de zile întregi! Acesta nu vrea să se dea la o parte și îl ia în zeflemea pe Jack, care îi apare Scoțianului îmbrăcat în pijamale, cu un cuțit de unt la cingătoare și un coș de nuiele pe cap. În cele din urmă, Jack e obligat să lupte, căci nu vrea să facă cale întoarsă pentru a-i face loc Scoțianului. Cei doi se luptă o zi și o noapte, până când, osteniți, își acordă un răgaz.
Dar nu apucă bine să-și tragă sufletul, că din fiecare parte a podului se năpustesc spre ei doi vânători de recompense motorizați, din care unul azvârle niște cătușe care îi leagă pe Jack și pe Scoțian unul de celălalt, de câte o mână. Parțial imobilizați, cei doi sar de pe pod în neant pentru a scăpa de vânători și aterizează într-o baltă.
După ce încearcă inutil să se furișeze, Jack și Scoțianul înfruntă împreună o mică armată de vânători de recompense. După bătălie, cei doi se împrietenesc.